# Aemona pingpiensis
Aemona pingpiensis är en fjärilsart som beskrevs av Lee 1962. Aemona pingpiensis ingår i släktet Aemona och familjen praktfjärilar. Inga underarter finns listade i Catalogue of Life.